# Lipoltov
Lipoltov (německy Lapitzfeld) je malá vesnice, část obce Tuřany v okrese Cheb v Karlovarském kraji. Nachází se 1,5 kilometru západně od Tuřan. Ve vesnici je evidováno 14 adres. V roce 2011 zde trvale žilo 31 obyvatel.
Lipoltov je také název katastrálního území o rozloze 3,17 km². V katastrálním území Lipoltov leží i Tuřany.

## Historie
První písemná zmínka o vesnici pochází z roku 1294.

## Obyvatelstvo
Při sčítání lidu v roce 1921 zde žilo 100 obyvatel, všichni německé národnosti, kteří se hlásili k římskokatolické církvi.
| Rok            | 1869 | 1880 | 1890 | 1900 | 1910 | 1921 | 1930 | 1950 | 1961 | 1970 | 1980 | 1991 | 2001 | 2011 | 2021 |
| -------------- | ---- | ---- | ---- | ---- | ---- | ---- | ---- | ---- | ---- | ---- | ---- | ---- | ---- | ---- | ---- |
| Počet obyvatel | 132  | 141  | 108  | 99   | 103  | 100  | 87   | 34   | 36   | 18   | 33   | 21   | 20   | 31   | 35   |
| Počet domů     | 16   | 16   | 16   | 14   | 14   | 14   | 14   | 15   | 31   | 5    | 13   | 16   | 17   | 16   | 16   |

| Rok            | 1869 | 1880 | 1890 | 1900 | 1910 | 1921 | 1930 | 1950 | 1961 | 1970 | 1980 | 1991 | 2001 | 2011 | 2021 |
| -------------- | ---- | ---- | ---- | ---- | ---- | ---- | ---- | ---- | ---- | ---- | ---- | ---- | ---- | ---- | ---- |
| Počet obyvatel | 169  | 178  | 134  | 130  | 138  | 131  | 119  | 55   | 48   | 37   | 33   | 21   | 20   | 31   | 35   |
| Počet domů     | 28   | 28   | 28   | 22   | 22   | 21   | 21   | 35   | -    | 9    | 9    | 10   | 11   | 15   | 16   |

## Obecní správa
Při sčítání lidu v letech 1850–1950 Lipoltov byl samostatnou obcí v okrese Cheb. V letech 1951–1975 byl částí obce Tuřany v okrese Cheb. Od 1. ledna 1976 do 23. listopadu 1990 byl částí obce Nebanice v okrese Cheb. Od 24. listopadu 1990 je opět částí obce Tuřany v okrese Cheb.

## Pamětihodnosti
- Kaple

## Další fotografie

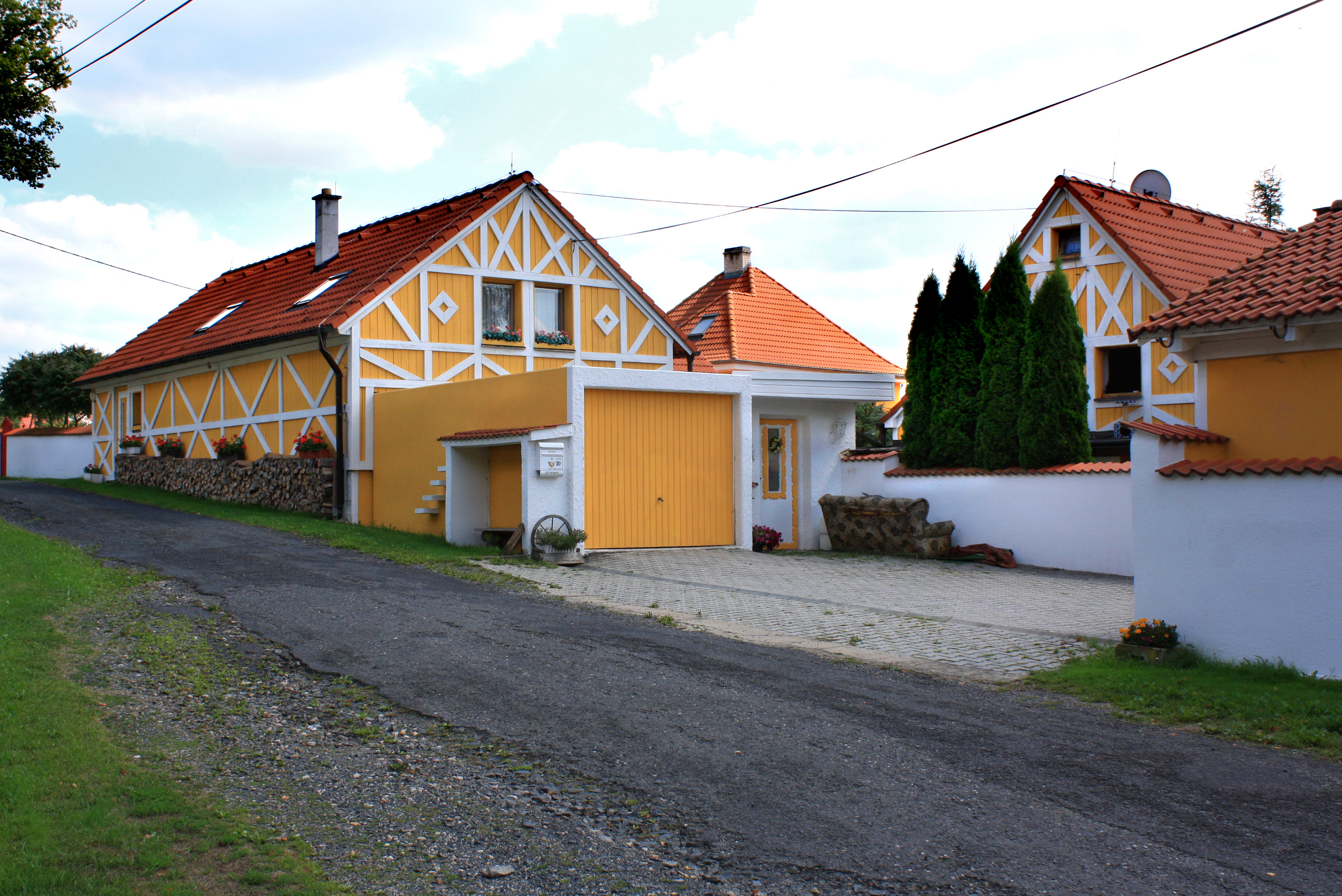
Opravené roubenky
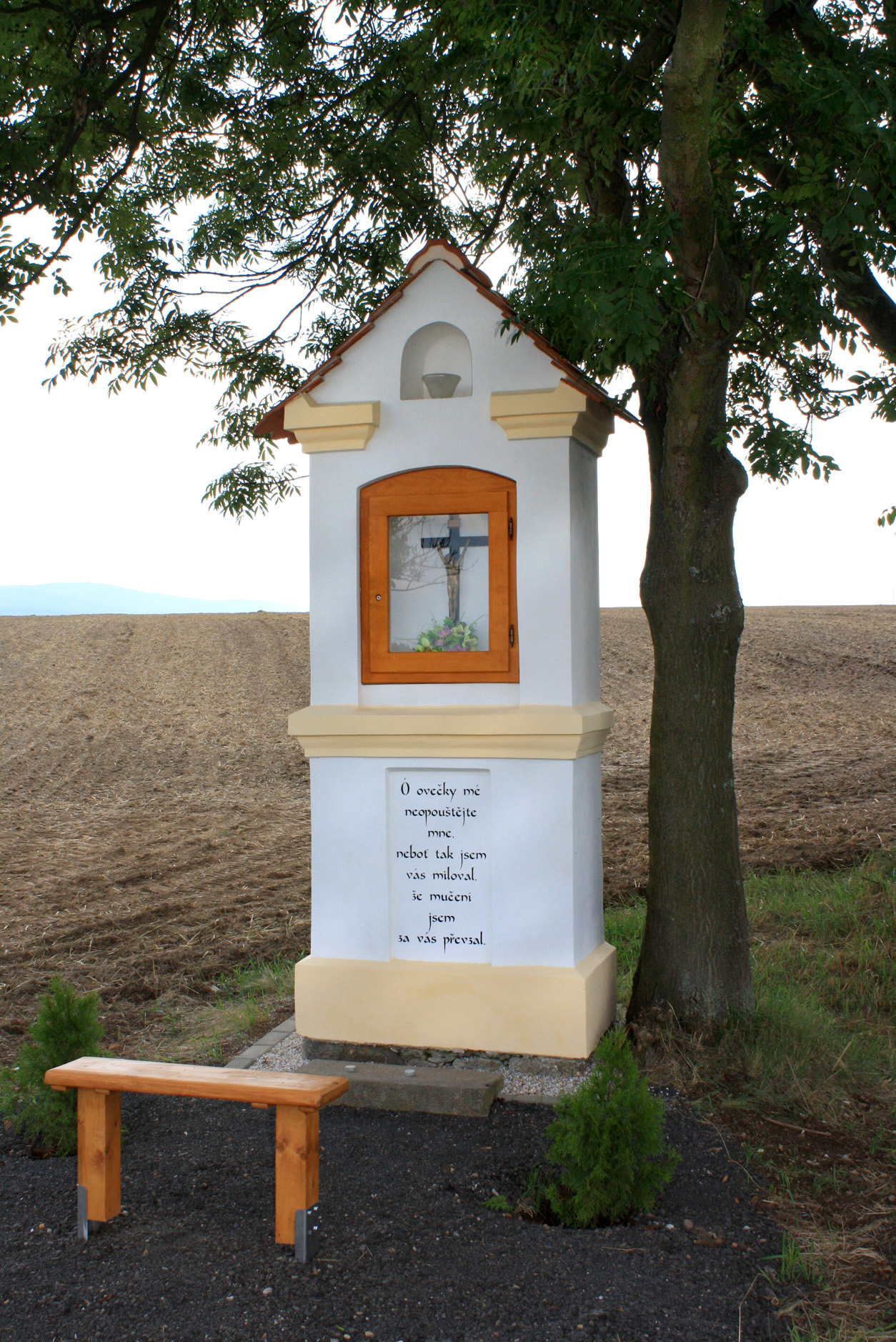
Kaplička u silnice
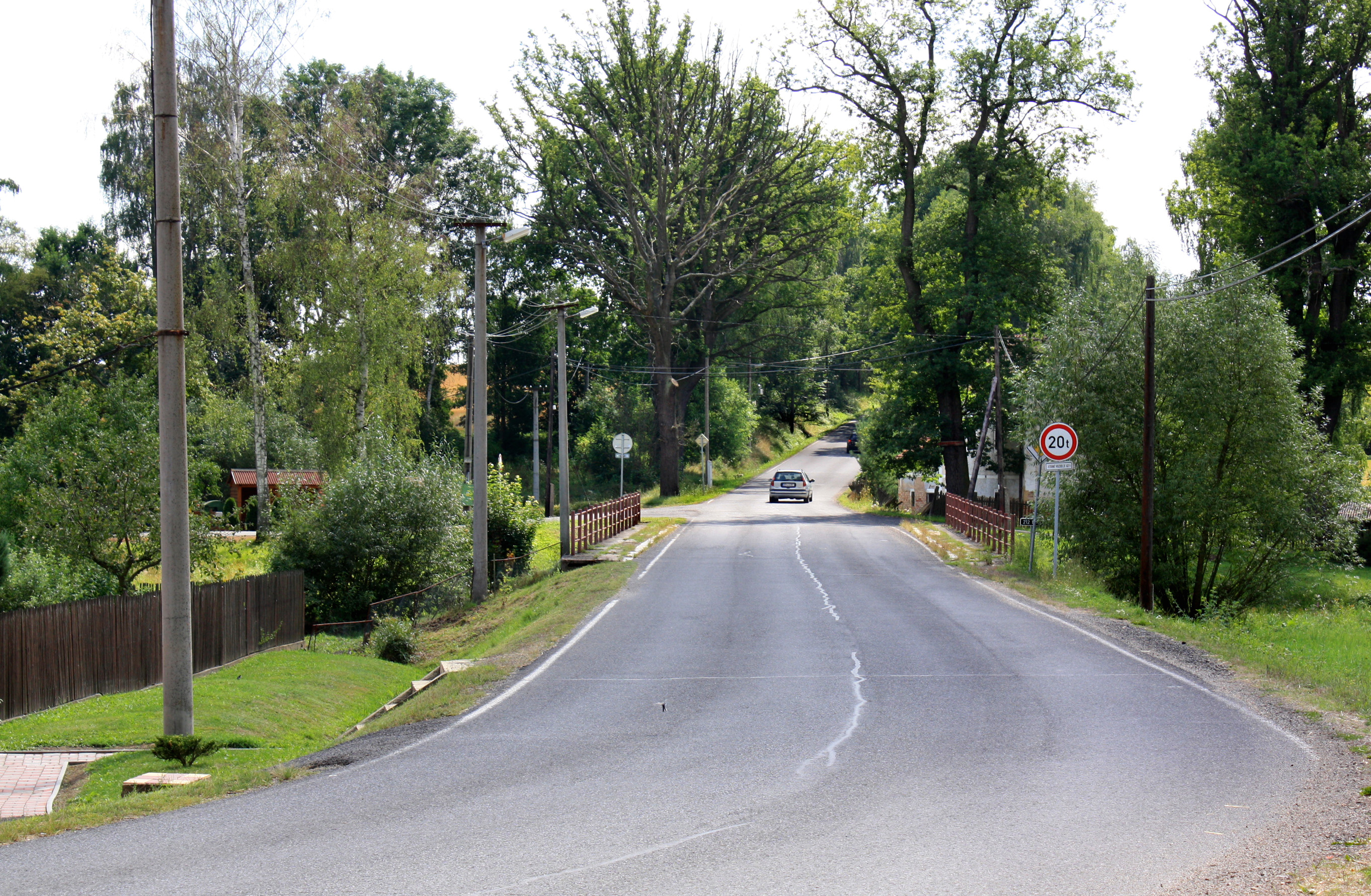
Silnice na sever směrem k Jesenici